# Alfred Moisiu
Alfred Spiro Moisiu (n. 1 decembrie 1929, Shkoder) este un om politic albanez, care a îndeplinit funcția de președinte al Albaniei (24 iulie 2002 - 24 iulie 2007).